# Place Ferdinand-Brunot
Pour les articles homonymes, voir Ferdinand Brunot et Brunot.
La place Ferdinand-Brunot est une place du 14e arrondissement de Paris, dans le quartier du Petit-Montrouge.

## Situation et accès
La place est située entre le square Ferdinand-Brunot et la mairie du 14e arrondissement de Paris. Elle est délimitée à l'ouest par la rue Pierre-Castagnou et à l'est par la rue Saillard.

## Origine du nom

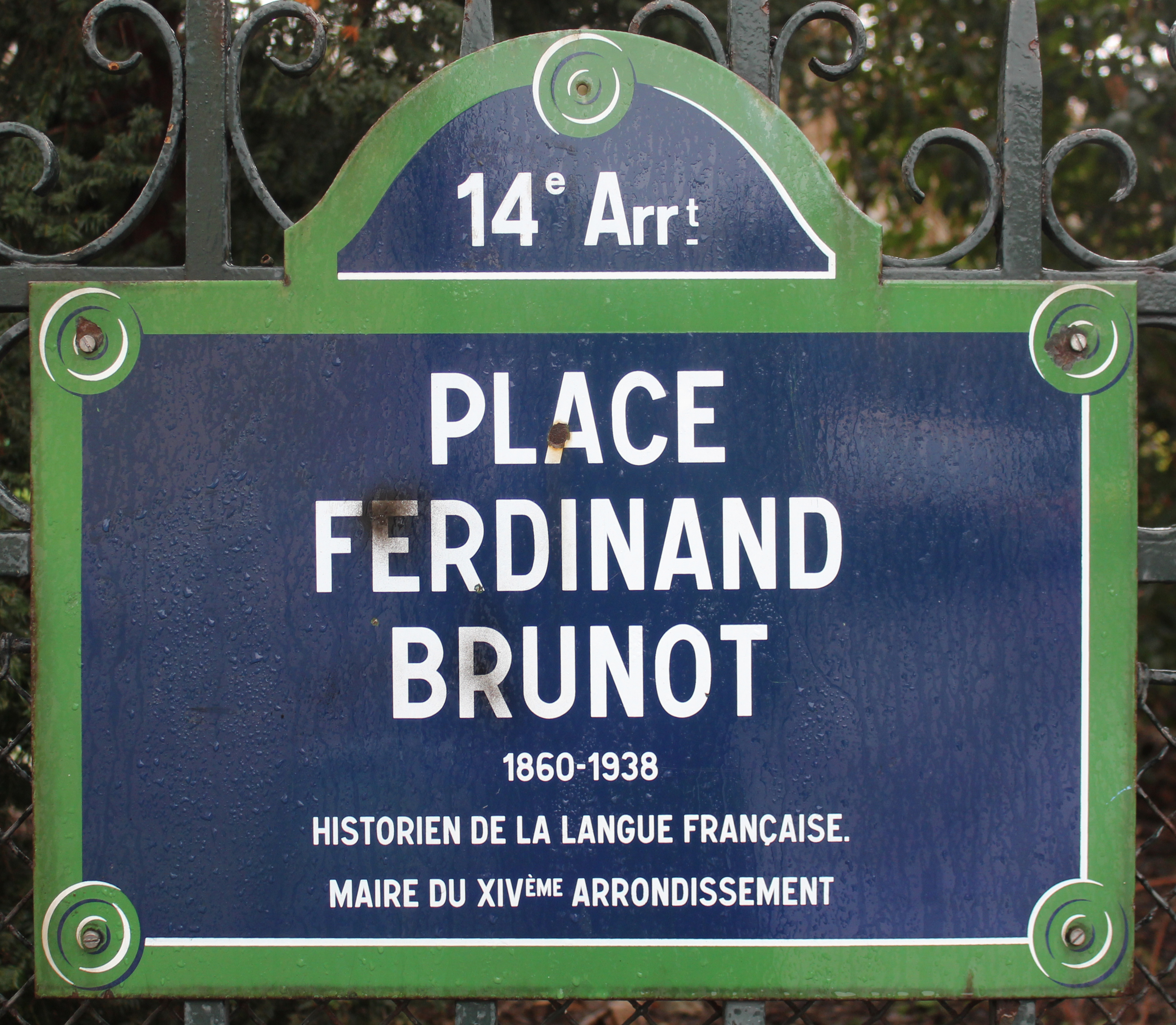
Plaque de la place.

Elle porte le nom de Ferdinand Brunot (1860-1938), écrivain et maire du XIVe arrondissement de 1910 à 1919.

## Historique
Cette place est une voie de l’ancienne commune de Montrouge qui fut annexée en partie à Paris en 1860. 
D’abord appelée « place de la Mairie », puis « place de Montrouge » (1867-1946), la place a reçu en 1946 le nom de « place Ferdinand-Brunot ».

## Bâtiments remarquables et lieux de mémoire
- La place comporte un square, le square Ferdinand-Brunot.

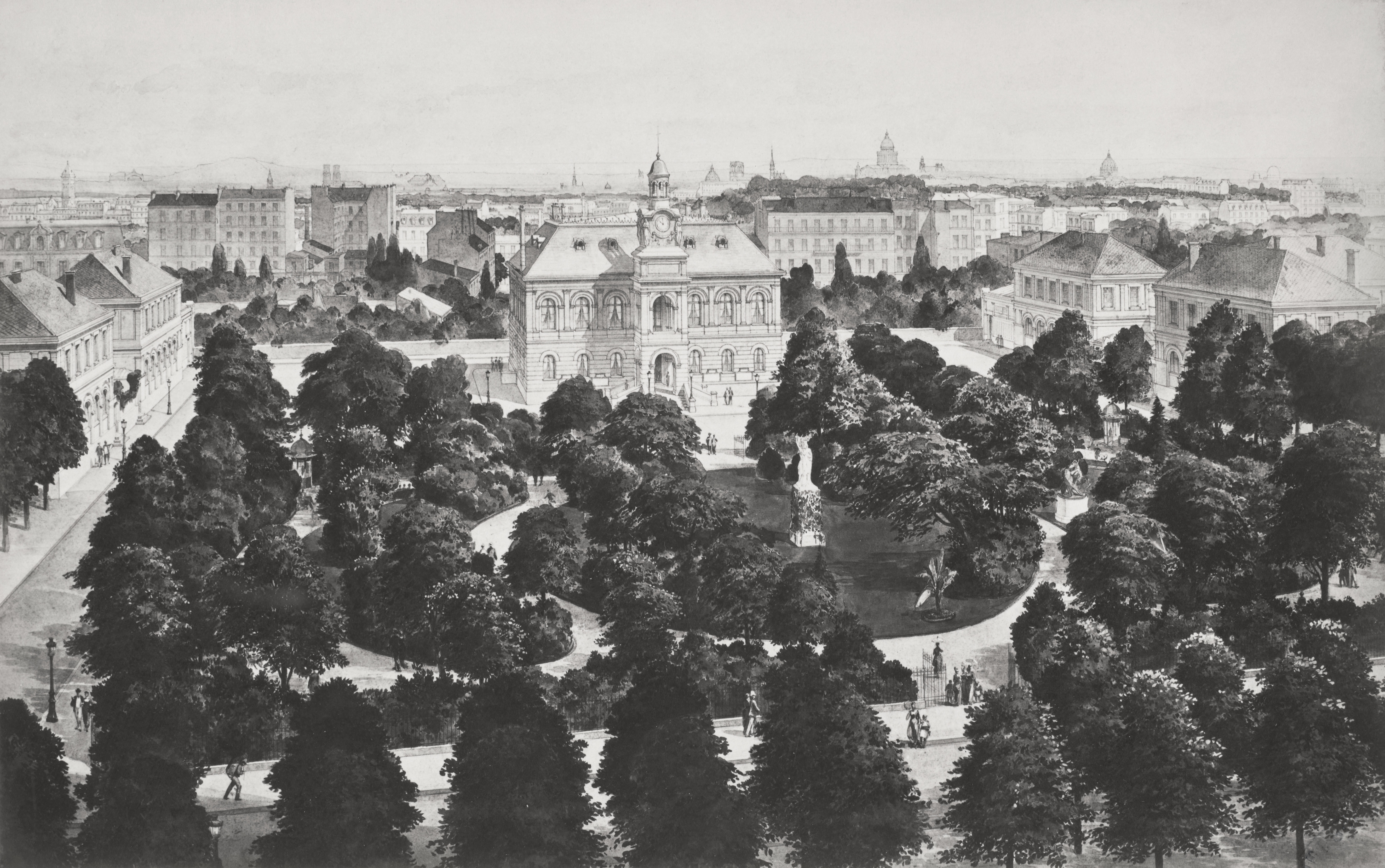
Anciens square et place de Montrouge devant l'ancienne mairie de Montrouge, vers 1853-1870.
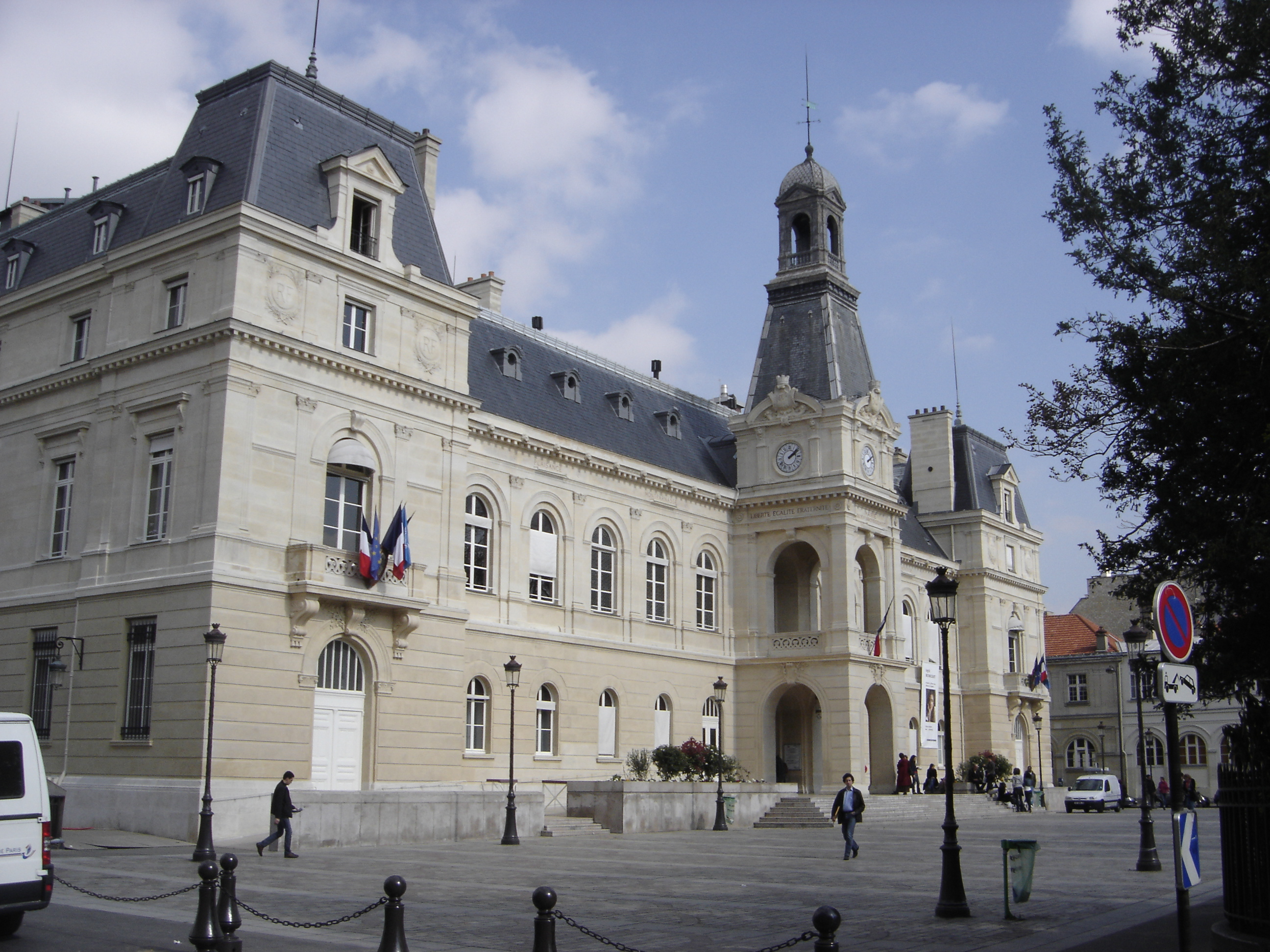
La place Ferdinand-Brunot et la mairie du 14e arrondissement en 2007.